# Hoàng Xuân Vinh
Hoàng Xuân Vinh (* 6. října 1974 Hanoj) je vietnamský reprezentant ve sportovní střelbě a plukovník Vietnamské lidové armády. Získal bronzovou medaili na Asijských hrách 2006 a 2014, v roce 2012 byl mistrem Asie a na Světovém poháru vyhrál soutěž ve vzduchové pistoli v letech 2013 a 2014. Startoval na olympijských hrách 2012 v Londýně, kde skončil čtvrtý v disciplíně 50 m pistole a devátý v 10 m vzduchová pistole. Na olympiádě 2016 získal v prvním dnu soutěží historicky první olympijskou zlatou medaili pro Vietnam, když vyhrál 10 m vzduchovou pistoli v olympijském rekordu, na 50 m pistoli skončil na druhém místě.